# Karin Holmvall
Karin Maria Holmvall, född 11 juni 1904 i Härnösand, död 11 februari 2001 i Uppsala, var en svensk skolledare.
Karn Holmvall var skolkökslärarinna vid Fackskolan för huslig ekonomi 1930–1947 och rektor där från 1947. Hon var biträdande konsulent i husligt arbete hos Skolöverstyrelsen 1946–1947.